# Старый Почаев
Старый Почаев (укр. Старий Почаїв) — село в Почаевской городской общине Кременецкого района Тернопольской области Украины.
Код КОАТУУ — 6123487801. Население по переписи 2014 года составляло 1550 человек.

## Географическое положение
Село Старый Почаев примыкает к городу Почаев.
Через село проходит автомобильная дорога Р-26.

## История
- 1644 год — дата основания.
- В 1978—1992 года село было присоединено к городу Почаев.

## Объекты социальной сферы
- Школа
- Дом культуры
- Фельдшерско-акушерский пункт

## Достопримечательности
- Братская могила советских воинов